# Saison 4 de Fear the Walking Dead
Chronologie
Saison 3 Saison 5
La quatrième saison de Fear the Walking Dead, série télévisée américaine dérivée de l'univers de The Walking Dead, est constituée de seize épisodes et diffusée en deux parties du 15 avril 2018 au 30 septembre 2019 sur AMC, aux États-Unis.

## Synopsis
Longtemps après la destruction du barrage de Tijuana, maintenant établis au Texas dans un stade de baseball, Madison et ses amis vont avoir encore à lutter contre de nouveaux ennemis.

## Distribution

### Acteurs principaux
- Kim Dickens (VF : Rafaèle Moutier) : Madison Clark (épisodes 1 à 8)
- Frank Dillane (VF : Romain Altché) : Nick Clark (épisodes 1 à 4)
- Alycia Debnam-Carey (VF : Anouck Hautbois) : Alicia Clark
- Maggie Grace (VF : Ingrid Donnadieu) : Althea « Al » Szewczyk-Przygocki
- Colman Domingo (VF : Lucien Jean-Baptiste) : Victor Strand
- Danay García (VF : Ludivine Maffren) : Luciana Galvez
- Lennie James (VF : Thierry Desroses) : Morgan Jones
- Garret Dillahunt (VF : Vincent Ropion) : John Dorie
- Jenna Elfman (VF : Céline Monsarrat) : June Dorie « Naomi / Laura »

### Acteurs récurrents
- Evan Gamble (VF : Benjamin Gasquet) : Ennis (épisodes 2 à 8)
- Sebastian Sozzi (VF : François Santucci) : Cole (épisodes 2 à 8)
- Kevin Zegers (VF : Sébastien Desjours) : Melvin (épisodes 2 à 8)
- Alexa Nisenson (VF : Lisa Caruso) : Charlie
- Aaron Stanford (VF : Jérémy Prévost) : Jim Brauer (épisodes 11 à 16)
- Rhoda Griffis (VF : Maïté Monceau) : Vivian (épisodes 2 à 8)
- Kenneth Wayne Bradley : Douglas (épisodes 2 à 8)
- Daryl Mitchell (VF : Frantz Confiac) : Wendell (à partir de l'épisode 11)
- Mo Collins (VF : Marie-Madeleine Burguet-Le Doze) : Sarah Rabinowitz (à partir de l'épisode 11)
- Tonya Pinkins (VF : Sophie Riffont) : Martha (épisodes 11 à 16)

### Invités
- Andrew Lincoln (VF : Tanguy Goasdoué) : Rick Grimes (épisode 1)
- Melissa McBride (VF : Françoise Rigal) : Carol Peletier (épisode 1)
- Tom Payne (VF : Emmanuel Lemire) : Paul « Jesus » Rovia (épisode 1)
- Stephen Henderson (VF : Frédéric Souterelle) : Clayton (épisode 13)

## Production

### Développement
En avril 2017, la série a été renouvelée pour une quatrième saison avant même le début de la diffusion de la troisième saison.
Cette saison marque l'arrivée de Ian Goldberg et Andrew Chambliss au poste de showrunners, tous deux remplacent Dave Erickson, co-créateur de la série.

### Attribution des rôles
En novembre 2017, Garret Dillahunt, Jenna Elfman et Maggie Grace ont chacun obtenu un rôle principal mais sans précisions sur leur personnage et Lennie James, qui incarne Morgan Jones depuis la première saison dans la série The Walking Dead, rejoint aussi la distribution principale lors de la quatrième saison.
En janvier 2018, des premières images de la quatrième saison et les noms des personnages qu'interpréteront Garret Dillahunt, Jenna Elfman et Maggie Grace ont été dévoilés et seront respectivement John Dorie, Naomi et Althea.

## Liste des épisodes
1. C'est quoi ton histoire ?
2. Un nouveau jour dans le stade
3. De belles choses
4. Enterré
5. Laura
6. Au cas où
7. La Mauvaise Décision
8. Tant qu'il reste une chance
9. Des personnes dans notre genre
10. Ferme les yeux !
11. Le Code
12. Faible
13. Blackjack
14. Mm 54
15. Je perds mon peuple…
16. …Je me perds moi-même

### Épisode 1:C'est quoi ton histoire?
- États-Unis : 15 avril 2018 sur AMC[8]
- France : 16 avril 2018 sur Canal+ Séries[9],[10],[11] (en VF)

- États-Unis : 4,09 millions de téléspectateurs[12] (première diffusion)

- Andrew Lincoln (Rick Grimes)
- Melissa McBride (Carol Peletier)
- Tom Payne (Paul « Jesus » Rovia)
- Clint James (Leland)
- Jackson Beals (Bill)
- Matthew James (Hardy)
- Rob Mello (un survivant)

- Cet épisode marque la meilleure audience depuis plus de 24 épisodes.
- Il a été diffusé juste après le dernier épisode de la huitième saison de The Walking Dead.

### Épisode 2:Un nouveau jour dans le stade
- États-Unis : 22 avril 2018 sur AMC
- France : 23 avril 2018 sur Canal+ Séries[11] (en VF)

- États-Unis : 3,066 millions de téléspectateurs[13] (première diffusion)

- Sebastian Sozzi (Cole)
- Rhoda Griffis (Vivian)
- Alexa Nisenson (Charlie)
- Kenneth Wayne Bradley (Douglas)

### Épisode 3:De belles choses
- États-Unis : 29 avril 2018 sur AMC
- France : 30 avril 2018 sur Canal+ Séries[11] (en VF)

- États-Unis : 2,708 millions de téléspectateurs[14] (première diffusion)

- Alexa Nisenson (Charlie)
- Kenneth Wayne Bradley (Douglas)

### Épisode 4:Enterré
- États-Unis : 6 mai 2018 sur AMC
- France : 7 mai 2018 sur Canal+ Séries[11] (en VF)

- États-Unis : 2,485 millions de téléspectateurs[15] (première diffusion)

- Alexa Nisenson (Charlie)

### Épisode 5:Laura
- États-Unis : 13 mai 2018 sur AMC
- France : 14 mai 2018 sur Canal+ Séries[11] (en VF)

- États-Unis : 2,464 millions de téléspectateurs[16] (première diffusion)

### Épisode 6:Au cas où
- États-Unis : 20 mai 2018 sur AMC
- France : 21 mai 2018 sur Canal+ Séries[11] (en VF)

- États-Unis : 2,31 millions de téléspectateurs[17] (première diffusion)

- Alexa Nisenson (Charlie)
- Jason Liebrecht (Edgar)

### Épisode 7:La Mauvaise Décision
- États-Unis : 3 juin 2018 sur AMC
- France : 4 juin 2018 sur Canal+ Séries[11] (en VF)

- États-Unis : 1,97 million de téléspectateurs[18] (première diffusion)

- Jason Liebrecht (Edgar)
- Kenneth Wayne Bradley (Douglas)
- Tammie Baird (Ingrid)

### Épisode 8:Tant qu'il reste une chance
- États-Unis : 10 juin 2018 sur AMC
- France : 11 juin 2018 sur Canal+ Séries[11] (en VF)

- États-Unis : 2,32 millions de téléspectateurs[19] (première diffusion)

- Kenneth Wayne Bradley (Douglas)
- Tommy G. Kendrick (Slim)
- Nasir Villanueva (Ryan)
- Soleil Patterson (Molly)

### Épisode 9:Des personnes dans notre genre
- États-Unis : 12 août 2018 sur AMC[20]
- France : 13 août 2018 sur Canal+ Séries[21] (en VF)

- États-Unis : 1,878 million de téléspectateurs[22] (première diffusion)

### Épisode 10:Ferme les yeux!
- États-Unis : 19 août 2018 sur AMC
- France : 20 août 2018 sur Canal+ Séries[11] (en VF)

- États-Unis : 1,855 million de téléspectateurs[23] (première diffusion)

### Épisode 11:Le Code
- États-Unis : 26 août 2018 sur AMC
- France : 27 août 2018 sur Canal+ Séries[11] (en VF)

- États-Unis : 1,827 million de téléspectateurs[24] (première diffusion)

### Épisode 12:Faible
- États-Unis : 2 septembre 2018 sur AMC
- France : 3 septembre 2018 sur Canal+ Séries[11] (en VF)

- États-Unis : 1,521 million de téléspectateurs[25] (première diffusion)

### Épisode 13:Blackjack
- États-Unis : 9 septembre 2018 sur AMC
- France : 10 septembre 2018 sur Canal+ Séries[11] (en VF)

- États-Unis : 1,712 million de téléspectateurs[26] (première diffusion)

### Épisode 14:Mm 54
- États-Unis : 16 septembre 2018 sur AMC
- France : 17 septembre 2018 sur Canal+ Séries[11] (en VF)

- États-Unis : 1,871 million de téléspectateurs[27] (première diffusion)

### Épisode 15:Je perds mon peuple…
- États-Unis : 23 septembre 2018 sur AMC
- France : 24 septembre 2018 sur Canal+ Séries[11] (en VF)

- États-Unis : 2,033 millions de téléspectateurs[28] (première diffusion)

### Épisode 16:…Je me perds moi-même
- États-Unis : 30 septembre 2018 sur AMC
- France : 1er octobre 2018 sur Canal+ Séries[11] (en VF)

- États-Unis : 2,127 millions de téléspectateurs[29] (première diffusion)